# アリバイ
アリバイ（英: alibi）とは、犯罪などで被疑者・被告人が犯行に関わっていないことを推認させる間接事実の一つ。現場不在証明（げんじょうふざいしょうめい）とも訳される。
ラテン語の副詞 alibī に由来する、 alius ibī（alius = 他の、ibī = 場所に）の合成語である。

## 概要
犯行が行われた際、被疑者がその場に存在していなかったことを主張（現場不在証明）し、犯罪の直接的な実行が不可能であったことを主張するのがアリバイである。もっとも、この場合、その人物がその場にいなかったことを証明するのではなく、実際にはその時間に別の場所にいたことを主張立証する活動が行われる。同一人物が、同一の時間に異なった2か所に存在することは不可能であるため、それが現場に存在しなかったことの証明になる。現在では一般的な用語としても使われている。
事件においてアリバイが証明されたら被疑者および捜査機関の重要参考人から外れるが、アリバイが証明されないと被疑者および捜査機関の重要参考人から外れないことが起こりうる。しかし、刑事訴訟法的には当事者主義訴訟構造をとっている刑事訴訟法上当然の原則から、当該被告人が犯人であること（犯人性）および公訴事実の存在を証明する必要は訴追側の検察官にあるため、アリバイ事実を被告人側が証明する必要はない。
刑事裁判において、被告人のアリバイの有無は犯行の可能性を左右する重要な要素であるため、弁護側と検察側の間でしばしば争われる。また、証人が被告人のためにアリバイを偽装することは違法であり、偽証罪や犯人隠匿罪などに問われることがある。
のちの捜査において虚偽のアリバイを提示して被疑者・重要参考人から外れることをもくろみ、真犯人が工作を行うことをアリバイ作りという。転じて、個人・組織がのちに不作為を責められないためだけに形だけ物事を行うことを「アリバイ作り」と呼ぶことがある。

## 推理小説などにおける扱い
推理小説においては「アリバイ崩し」が見せ場となっており、そのため各々の作家がアリバイの偽装工作にアイデアを凝らしている。アリバイもので著名な推理作家としてはF・W・クロフツやヘンリー・ウェイド、鮎川哲也、笹沢佐保らがいる。
殺人事件が起きた時間が完全に特定できる場合に、その場にいなかった、という場合と、殺人の時間は完全に特定できない、だから被疑者のアリバイもその前後に違う場所にいた、という場合とでは扱いがかなり異なる。後者の方が現実的であろう。
後者においては、アリバイの主張もその間の時間に、事件の現場と被疑者のいた場所の間での移動が不可能だ、ということになるから、普通にはあり得ない移動をどうやって可能にしたかが問われる。これに鮎川哲也が『ペトロフ事件』で初めて列車の時刻表を用いて以降、作品中に時刻表を用いることが定番となった。とくに松本清張の『点と線』は秀逸で、日本のその後の推理小説、サスペンスに一つの定型を作ったとされる。
逆に、事件が起きた時間を誤認させることにより、アリバイが成立するかのように見せるトリックもある。

### 有栖川有栖のアリバイ講義
有栖川有栖は、『マジックミラー』の第7章「アリバイ講義」において、ディクスン・カーの『三つの棺』の「密室講義」における密室トリックの分類に倣（）って、ミステリにおけるアリバイトリックの分類を行っている。作品例は、『マジックミラー』（講談社文庫）の「文庫版のためのあとがき」に紹介されているものである。
1.証人に悪意がある場合
証人が嘘をついていた場合
例：『ナイルに死す』（アガサ・クリスティ）、『不連続殺人事件』（坂口安吾）
2.証人が錯覚している場合
a.時間を錯覚している場合
証人が見る時計の針に細工をする、日にちを間違わせる、曜日を間違わせる、など。
例：『ウィスタリア荘』（コナン・ドイル）
b.場所を錯覚している場合
証人が犯人と一緒にいる場所（アパート、新幹線、山や川など）を間違わせる、など。
c.人物を錯覚している場合
犯人が替え玉を使った場合。
例：証人がa、b、cすべてを錯覚している場合の作品 - 『人それを情死と呼ぶ』（鮎川哲也）
3.犯行現場に錯誤がある場合
例えば実際の犯行現場はA市の山林で、後で死体をB市の雑木林に移動させてB市を犯行現場と思わせるもの。
4.証拠物件が偽造されている場合
写真トリック（合成写真）が典型。
例：『フレンチ警部の多忙な休暇』（F・W・クロフツ）
5.犯行推定時間に錯誤がある場合
a. 実際よりも早く偽装する場合
例えば3時に殺された被害者が、2時には既に死んでいたように見せかけ、2時のアリバイを用意するというもの。
b.実際よりも遅く偽装する場合
例えば3時に殺された被害者が、4時まで生きていたと思われるよう細工して、4時のアリバイを用意するというもの。
例：2件の事件でaとbのそれぞれを用いている作品 - 『鍵孔のない扉』（鮎川哲也）
A.医学的トリック
死体を冷やしたり熱したり、胃の消化物を加工したりして、死亡推定時刻の判定を狂わせるもの。
B.非医学的トリック
医学的トリック以外の方法で、aとbの例に挙げたような細工をするもの。
※AとBにそれぞれaとbがある。
6.ルートに盲点がある場合
例えば移動するのに1時間かかる2地点間を、意外なルートを使って30分で移動するというもの。
時刻表を使った鉄道ミステリに作品例が多いが、例えば歩いて1時間かかる山道を断崖の上からパラシュートで数分で下ったというものも該当する。
例：『シタフォードの謎』『ゼロ時間へ』（アガサ・クリスティ）
7.遠隔殺人
a.機械的トリック
時限装置によって発射される拳銃や時限発火装置など。
b.心理的トリック
催眠術をかけた相手や夢中歩行癖のある相手に、危険な行為をさせるというもの。
例：『空白の起点』『炎の虚像』他（笹沢佐保）
8.誘導自殺
相手に精神的に大きなショックを与えて、自殺に追いやるもの。
例：『暗い傾斜』他（笹沢佐保）
9.アリバイがない場合
犯人が訴えるアリバイが、実はアリバイでも何でもなく、読者にアリバイがあると思い込ませるもの。
例：『真昼に別れるのはいや』他（笹沢佐保）
なお、鯨統一郎は『九つの殺人メルヘン』（2001年）において、有栖川有栖の「アリバイ講義」におけるアリバイトリックの9つの分類に対応する9つの短編を著している。